# آلبرت آلمانزا
آلبرت آلمانزا (انگلیسی: Albert Almanza؛ زادهٔ ۱ مهٔ ۱۹۳۶) بازیکن بسکتبال اهل مکزیک بود.
از باشگاه‌هایی که در آن بازی کرده‌است می‌توان به تگزاس لانگ‌هورنز اشاره کرد.